# Chiesa di San Francesco d'Assisi (Ciminna)
La chiesa di San Francesco d'Assisi è una chiesa di Ciminna.

## Storia e descrizione
I frati minori francescani erano presenti a Ciminna fin dal XV secolo ed ebbero un primo convento presso la chiesa di Santa Maria a Porta San Gerardo. Sul finire dello stesso secolo (1480, epigrafe della sepoltura dei frati) si trasferirono in altro luogo, oggi al centro dell'abitato, costruendo un nuovo convento e la chiesa dedicata a San Francesco d'Assisi. 
"HOC FECIT FIERI FRATRI PAULU TURCU GUARDIANU MCCCCLXXX". 
Cresciuto d'importanza - il convento fu sede di Capitolo Provinciale - a partire dal 1621 venne costruita una nuova chiesa ed ampliata la casa religiosa, sotto la direzione dei ciminnesi fra' Vincenzo Li Vaccari e di Padre fra' Salvatore la Vignera che completò le opere nel 1668. Innovativa l'impostazione in pianta ed in alzato della chiesa, che anticipa di un decennio quella di Sant'Antonio di Padova a Palermo, già attribuita a Mariano Smiriglio, adottando negli esterni l'ordine gigante con alte paraste tuscaniche e fregio a triglifi, eleganti e manieristiche le superstiti mostre delle finestre al centro delle partiture della fiancata che individuano gli spazi interni delle grandi cappelle. Vi lavorarono scalpellini che avevano lavorato in città con Giuseppe Giacalone e lavoreranno con il noto architetto siciliano. L'interno, integro nella spazialità, ci è pervenuto nella veste decorativa neoclassica di fine Settecento. Il complesso monumentale è proprietà comunale, nell'ex convento ha sede la Biblioteca Comunale "Francesco Brancato".

## Interno

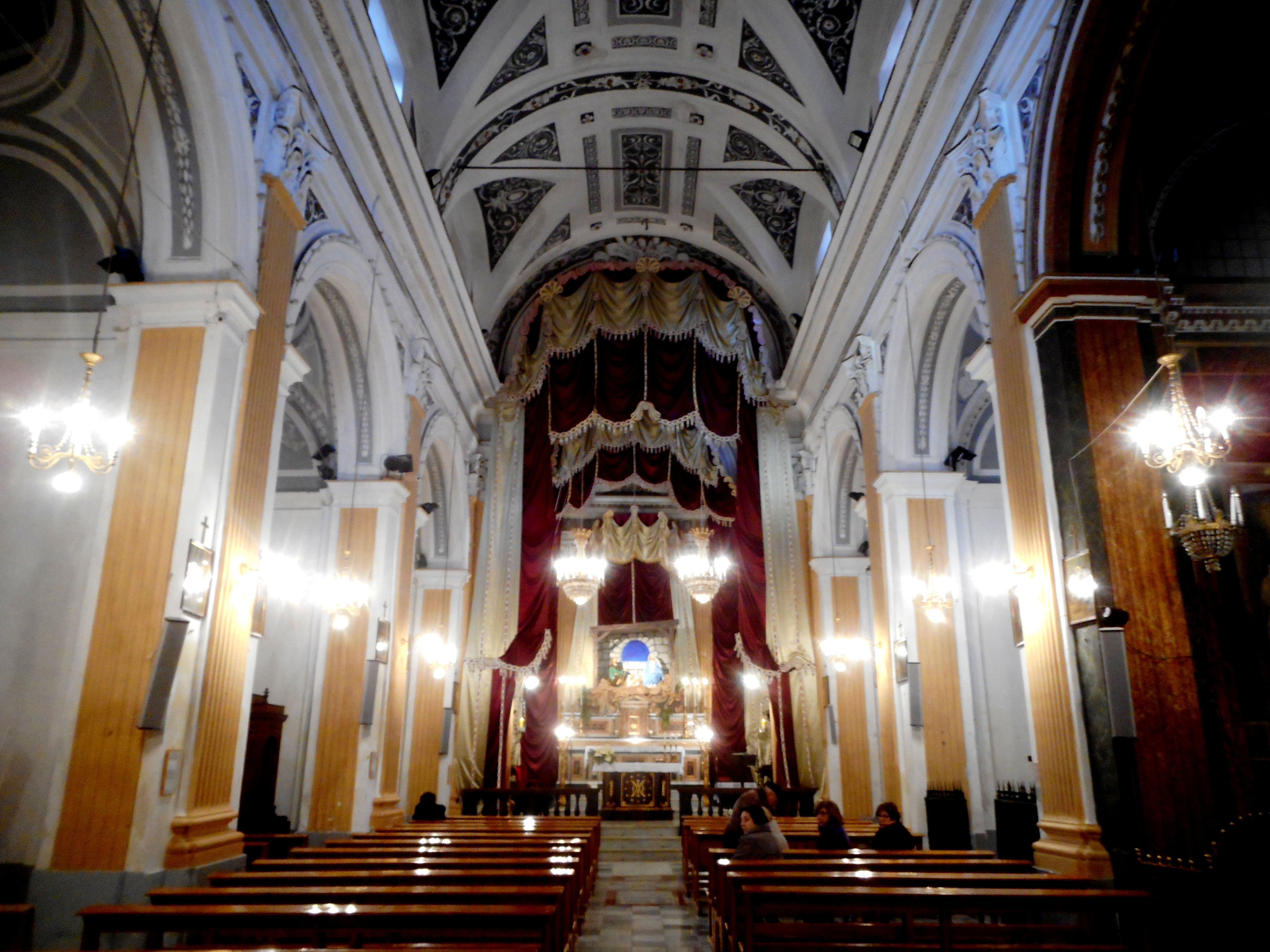
Interno

Impianto a navata unica con ampie e profonde cappelle laterali.

## Opere
La chiesa conserva inoltre gran parte del patrimonio artistico di cui la dotarono i religiosi dell'Ordine dei frati minori conventuali, tra cui la pregevole tela dell'Immacolata Concezione di Vito D'Anna (1766) e un Crocifisso realizzato in mistura da Antonello Gagini nel 1521.
Statua raffigurante l'Immacolata Concezione realizzata nel 1781 da Antonino Barcellona.